# Aeródromo de Valcheta
El Aeródromo de Valcheta (IATA: VCF - OACI: ? - FAA: VAL) es un aeropuerto argentino que da servicio a la ciudad de Valcheta, Río Negro, Argentina.